# 科羅利夫卡 (利波韋茨區)
49°13′53″N 28°53′9″E / 49.23139°N 28.88583°E
科羅利夫卡（烏克蘭語：Королівка），是烏克蘭的村落，位於該國西南部文尼察州，由文尼察區負責管轄，始建於1862年，面積0.78平方公里，海拔高度268米，2001年人口149，人口密度每平方公里191.52人。